# Coltrane Jazz
| Recensione                          | Giudizio |
| ----------------------------------- | -------- |
| AllMusic                            | [ 1 ]    |
| The Penguin Guide to Jazz           | [ 2 ]    |
| The Rolling Stone Jazz Record Guide | [ 3 ]    |

Coltrane Jazz è il sesto album discografico del musicista jazz John Coltrane, pubblicato nel 1961 dalla Atlantic Records. L'album vede il debutto della prima formazione del John Coltrane Quartet su disco.

## Descrizione
Nel 1959, il manager di Miles Davis Harold Lovett negoziò un contratto per Coltrane con la Atlantic, che includeva un compenso annuale di 7000 dollari garantito. Dopo aver quasi completato Giant Steps, Coltrane iniziò ad avere grossi problemi ai denti, e non ritornò in studio di registrazione per circa sei mesi. Nel tardo autunno, assunse la sezione ritmica del quintetto di Davis per due sedute in studio alla Atlantic, che generarono la maggior parte dell'album e il brano Naima poi inserito in Giant Steps. Like Sonny è un tributo al collega Sonny Rollins, del quale Coltrane era un grande ammiratore.
Avendo definitivamente lasciato il gruppo di Davis nella primavera del 1960, Coltrane formò il suo primo gruppo da leader in occasione di un ingaggio al club Jazz Gallery a Manhattan; in settembre la band era costituita da Tyner, Jones, e dal contrabbassista Steve Davis. In questa formazione il gruppo entrò in studio il 21 ottobre e registrò Village Blues all'inizio della settimana di lavoro che produsse l'album My Favorite Things.
Il 20 giugno 2000, la Rhino Records ha ristampato l'album come parte della serie "Atlantic 50th Anniversary Jazz Gallery" con l'inclusione di quattro tracce bonus, due delle quali già apparse nel 1975 sull'album Alternate Takes, e le altre due nella compilation The Heavyweight Champion: The Complete Atlantic Recordings del 1995. Due bonus track, le versioni alternative di Like Sonny, furono incise il 26 marzo 1959 e scartate dalla lista dei brani da includere in Giant Steps.

## Tracce
Lato A
1. Little Old Lady – 4:24 (Hoagy Carmichael, Stanley Adams)
2. Village Blues – 5:23 (John Coltrane)
3. My Shining Hour – 4:52 (Johnny Mercer, Harold Arlen)
4. Fifth House – 4:41 (John Coltrane)

Lato B
1. Harmonique – 4:13 (John Coltrane)
2. Like Sonny – 5:54 (John Coltrane)
3. I'll Wait and Pray – 3:34 (George Treadwell, Jerry Valentine)
4. Some Other Blues – 5:36 (John Coltrane)

Tracce bonus ristampa 2000
1. Like Sonny (alternate version 1) – 6:03 (John Coltrane)
2. I'll Wait and Pray (alternate take) – 3:25 (George Treadwell, Jerry Valentine)
3. Like Sonny (alternate version 2) – 8:10 (John Coltrane)
4. Village Blues (alternate take) – 6:14 (John Coltrane)

## Formazione
- John Coltrane — sassofono tenore
- Wynton Kelly — pianoforte
- McCoy Tyner — pianoforte in Village Blues
- Paul Chambers — contrabbasso
- Steve Davis — contrabbasso in Village Blues
- Jimmy Cobb — batteria
- Elvin Jones — batteria in Village Blues
- Cedar Walton — pianoforte in Like Sonny versione alternativa
- Lex Humphries — batteria in Like Sonny versione alternativa

### Crediti
- Nesuhi Ertegün — produzione
- Tom Dowd, Phil Iehle — ingegneri del suono
- Lee Friedlander — fotografie
- Eutemey — cover design
- Zita Carno — note interne originali
- Patrick Milligan — supervisione riedizione
- Dan Hersch — rimasterizzazione audio
- Rachel Gutek — design riedizione
- Hugh Brown — direzione artistica riedizione
- Neil Tessler — note interne riedizione
- Vanessa Atkins — supervisione editoriale riedizione